# Paul Pogge
Paul Friedrich Johann Moritz Pogge (Zierstorf, 27 de diciembre de 1838 - Luanda 17 de marzo de 1884) fue un agricultor, agente colonial y explorador alemán.

## Biografía

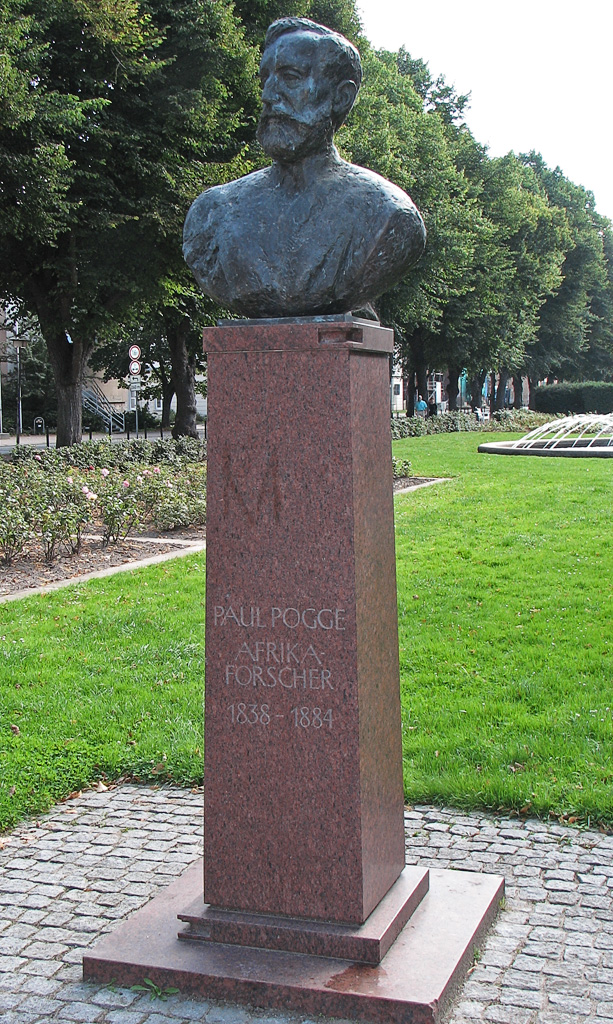
Monumento conmemorativo a Paul Pogge en el jardín de rosas de Rostock

Provenía de una antigua familia de agricultores de Mecklemburgo, que había producido varios reformadores agrícolas importantes. Fue uno de los diez hijos del terrateniente burgués Friedrich Pogge y su segunda esposa Auguste Bresien. A la edad de cinco años murió su padre. Pogge completó su formación en la finca familiar de Mecklemburgo y, a partir de 1858, estudió derecho en las universidades de Berlín, Heidelberg  y Múnich. En 1860, se doctoró y se hizo cargo de la gestión del patrimonio de su padre.  
De 1864 a 1866, Pogge realizó un viaje de caza por África, recorriendo la colonia del Cabo, la colonia de Natal y las islas de Mauricio y Reunión.
En 1874, se unió a la expedición de Cassange, dirigida por el ornitólogo Alexander von Homeyer y equipada por la Sociedad Alemana para la Exploración del África Ecuatorial. Viajaron desde Luanda por el río Cuanza hasta Pungo Andongo. Allí tuvieron que dejar atrás a von Homeyer, que enfermó gravemente. Pogge, aunque también enfermó, pudo continuar el viaje, asumió el liderazgo y la expedición llegó a la localidad de Malanje, en el centro de Angola y luego hasta  Saurimo. Desde allí Pogge avanzó hacia la meseta del curso superior del río Kasai, en el sistema fluvial del río Congo. Pogge regresó a la costa en abril de 1876 y volvió a Alemania.  
En el otoño de 1880, Pogge, acompañado por Hermann von Wissmann, y de nuevo financiado por la Sociedad Alemana para la Exploración del África Ecuatorial, emprendió un segundo viaje a África que lo llevaría a Nyangwe, en el río Lualaba. Fundó el asentamiento alemán de Luluaburg, que todavía existe  rebautizado como Kananga. Pogge llevó a cabo observaciones biogeográficas y meteorológicas y realizó experimentos agrícolas en el asentamiento que fundó. Pogge regresó en febrero de 1884  a Luanda para embarcarse hacia Europa. Sin embargo, murió allí en marzo de 1884, como consecuencia de las privaciones padecidas.  

## Obras
Además de numerosos artículos en revistas, Pogge publicó el relato de sus viajes con el título de Im Reich des Muata Jamwo. Tagebuch meiner im Auftrage der Deutschen Gesellschaft zur Erforschung Aequatorial-Afrika’s in die Lunda-Staaten unternommenen Reise [En el Reino de Muata Jamwo. Diario de mi viaje a los Estados de Lunda, realizado en nombre de la Sociedad Alemana para la Exploración del África Ecuatorial ], aparecido en 1880 dentro de la obra Beiträge zur Entdeckungsgeschichte Afrika’s [Contribuciones a la Historia del Descubrimiento de África].